# Basa Air Base
Basa Air Base (voorheen Floridablanca Airfield) is een kleine militaire vliegbasis in de Filipijnen. De basis, die gebruikt wordt door de Filipijnse luchtmacht, is gebouwd door het US Army Air Corps, nog voor het begin van de Tweede Wereldoorlog. De naam van de basis refereert aan de Filipijnse luchtmachtheld Cesar Basa.
Bij de uitbarsting van Mount Pinatubo werd de basis ernstig getroffen. Pas na geruime tijd werd de basis weer in gebruik genomen.